# 脚蹬启动

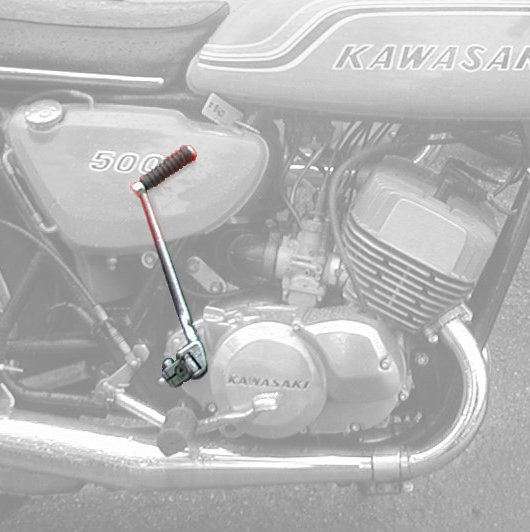
川崎两冲程摩托车上突出的脚蹬启动杆

脚蹬启动（英語：Kick start）或称脚踏启动、脚踹启动、反冲启动，这是一种用脚推动棘輪杆来起动内燃机（通常是摩托车内燃机）的方法。在20世纪70年代中期以前，脚蹬机构几乎普遍是摩托车发动机的一部分。但随着电动起动器成为标准配备，它在之后二十年内逐渐停产。有一些摩托车产品同时有脚踏和电动起动器。
许多轻便摩托车（轻骑）和踏板车也同时带有脚踏起动和电起动，前者在后者失效时有用，因为踏板车和轻便摩托车的电池趋向于更小，所以电池消耗比汽车电池快得多。另外，通常不可能用自动变速器推动轻便摩托车或踏板车。
较大的摩托车具有手动压缩释放机构，使起动更容易，而现代设备通过连接到脚踏起动杆的电缆自动进行。
在现今，由于电启动器增加重量，专业的越野摩托车和许多全地形車使用脚踏启动系统。发展中国家的大多数廉价两轮车和部分三轮车使用脚蹬启动杆。
第一台脚蹬启动摩托车是1910年制造的英国斯科特摩托车两冲程双轮摩托车。